# Rusenski Lom
Rusenski Lom (bulgariska: Русенски Лом) är ett vattendrag i Bulgarien.   Det rinner genom regionen Ruse, i den norra delen av landet, 250 km nordost om huvudstaden Sofia. Rusenski Lom är en biflod från höger till Donau. Den uppstår genom förening av Vita och Svarta Lom (Beli och Tjerni Lom), som båda rinner upp på Balkanbergen, och faller ut vid Ruse.